# Yerba Buena (departement)
Yerba Buena is een departement in de Argentijnse provincie Tucumán. Het departement (Spaans:  departamento) heeft een oppervlakte van 160 km² en telt 63.707 inwoners.

## Plaatsen in departement Yerba Buena
- Cevil Redondo
- Marcos Paz (Tucumán)
- San Javier
- San José (Tucumán)
- Villa Carmela
- Yerba Buena